# مارغوت هاتشسون
مارغوت هاتشسون (بالإنجليزية: Margot Hutcheson)‏ هي رسامة أسترالية، ولدت في 15 يونيو 1952.